# プライマス (トランスフォーマー)
プライマス（Primus）は、『トランスフォーマー』シリーズに登場する架空の人物。
光と秩序の神プライマスは、闇と混沌の神ユニクロンから宇宙を守るためトランスフォーマーを生み出した創造神である。

## 起源
アニメと共に海外での主要なメディア展開であった、マーベル・コミック社のアメコミ版でのプライマスの描写を記す。
過去の宇宙において、混沌の象徴たるユニクロンは一瞬にして宇宙を空間ごと破壊し尽くし、虚空の一部へと還元されて眠りに就いた。しかし破壊は完全ではなくわずかに残された宇宙の断片が互いに反応、現在の宇宙を生み出したビッグバンが起こった。宇宙は自己防衛のため、ユニクロンと対になる存在を生み出した。それがプライマスである。
ユニクロンは目覚めると再び宇宙を破壊し始め、そしてプライマスとの戦いが始まった。彼らの戦いは霊的な次元（Astral Plane）で行なわれたが、生物を守るために疲労していったプライマスは大きな損害を受けて物質界へと逃亡して金属惑星へと溶け込んだ。ユニクロンはプライマスを追撃したが、それはプライマスの策略であり、ユニクロンも別の金属惑星に溶け込んだ。こうしてユニクロンとプライマスは永久に分離できない物質的肉体の牢獄に囚われることになった。しかし戦いは終わってはおらず、空間を超越した精神の繋がりで結ばれたプライマスとユニクロンはそれぞれ物質的肉体である惑星を作り変えられることに気付き相手もそれを行なったことを認識、ユニクロンは自身を元の霊体の形を再現した形態に変形できるように作り変え、プライマスは自身を機械惑星サイバトロン星（セイバートロン星）へと変化させ、ユニクロン同様に変形する力を持った眷属トランスフォーマーを生み出して自身の生命の輝きであるマトリクスを与え、自身はユニクロンに感知されないよう休眠した。この際、ユニクロンは一部のトランスフォーマーを僕にして、プライマスが対ユニクロンの司令官を任命すればそのものを抹殺するように指示を与えている。
1991年、トランスフォーマーたちの戦争中、サイバトロン星の内部の戦いで偶然にグリムロックの装甲に跳ねたオクトパンチの弾丸がプライマスを一瞬呼び起こしてしまい、プライマスの叫びはユニクロンに探知されてしまった。ユニクロンはサイバトロン星の位置を探査する過程で未来を探った際に見い出したガルバトロンに目を付ける。2009年の宇宙では、ユニクロンの配下であるガルバトロンが地球を支配していたが、1991年の宇宙から送り込まれたユニクロンの3体の眷族がガルバトロンを拘束、1991年のサイバトロン星へと連れ去った。このことで強制的に連れてこられたガルバトロンはユニクロンへの叛意を抱く。しかし「Matrix Quest」のエピソードにおいてユニクロンへの対抗手段であるマトリクスは悪に染まり破壊されていたため、ユニクロンの眷族を指揮してサイバトロン星を制圧する中で最高議会員ザロン（Xaaron）を追い詰め、プライマスの体内に居ればユニクロンからの監視は遮断されていると推測したガルバトロンは叛意を口にして、ザロンにプライマスを目覚めさせるよう促した。
ザロンに憑依して目覚めたプライマスは、全てのトランスフォーマーをサイバトロン星に瞬間移動させて呼び寄せる。オプティマスプライムはプライマスより迎撃の総指揮を執るよう命じられるが、既に一個の知的生命体として確立しているトランスフォーマーをいまだ神々の戦いの駒としてしか見ていないのではないかとの疑問を抱く。直後、かつてユニクロンから指示を受けていた一部のトランスフォーマーがユニクロンへの信仰を叫んでオプティマスプライムを暗殺しようと蜂起してオプティマスプライムやスコルポノックたちが両軍合同で鎮圧するも、ユニクロンを信仰する者たちが存在したことを承知済みでこの一件を同盟を試す恰好のテストケースとしか見做さないプライマスにオプティマスプライムの不信感は頂点に達する。ユニクロンの到来でそのまま戦闘に突入し、圧倒的な力により甚大なる犠牲が生まれ、全員で力を合わせれば勝てるというプライマスの言葉も耳に届かず皆が戦意喪失する中、プライマス自身がザロンのボディで直接対決に臨みユニクロンを拘束して恐れさせるが、残された僅かなエネルギーを使ったはったりと見透かされてザロンのボディごと破壊された。またガルバトロンもサイバトロン星内のエネルギーを使ってユニクロンを攻撃、返り討ちに遭っている。プライマスおよび見知らぬディセプティコン戦士（ガルバトロン）が単身でユニクロンに立ち向かった勇姿にトランスフォーマー両軍の戦意は回復、総攻撃が始まっている。
またプライマスが目覚めたころ、破壊されたと思われていた悪に染まったマトリクスも復活していた。プライマスの一部であるためプライマスとユニクロンの間にある精神の繋がりはマトリクスにも適用されるのだが、プライマスから独立した存在として確立されたため精神の繋がりが失われ、両者からマトリクスの存在を感知することができなくなっていたのだった。決戦に乱入した邪悪なマトリクスは一時はユニクロンを圧倒したが、ユニクロンと対極ではなく同質になっていたため、邪悪さで上回るユニクロンに敗北している。
最終的にオプティマスプライムは、プライマスの真意がユニクロンから身を守るために犠牲にする防衛線の駒としてではなく自身が滅びた後の世界を託すための生命としてトランスフォーマーを創造したのだと悟り、マトリクスの意志に抵抗されながらもオプティマスプライム自身の命を賭けてマトリクスに善なる力を発揮させてユニクロンを破壊することに成功した。その際、オプティマスプライムからプライマスに対して「神話の戦いは今日ここで終わる。我々が我々として生きてゆくために、 あなたも今ユニクロンと共に滅びるのだ」と訣別の辞が贈られている。
上記は米版マーベルコミックの設定であるが、このストーリーは英国版コミックが初出である。プライマスとユニクロンの眷属同士の争いは米版では省かれた。
プライマスの起源の設定はいくつか存在し、タカラトミー公式サイトでは超次元的存在ザ・ワンが新しい宇宙を探索するために使徒のプライマスとユニクロンを創造したと解説している。

## 外観・特徴
サイバトロン星と化す前のプライマスの原形は、オートボット総司令官ロディマスプライムの外見に酷似している。これが英国版コミックや、『ムービー』にて、ホットロッドがマトリクスに選ばれた描写へと繋がるとされる。
サイバトロン星がプライマスの体となっているが、サイバトロン星の地下には中枢としてプライマスの巨大な頭部がある。
プライマスはすべての次元に同時に存在しているとされ、一度に一つの次元にしか存在できない代わりに無限の時空を行き来できるとされるユニクロンと対照的である。

## 最初の13人のプライム
プライマスがユニクロンとの戦いに備え、最初に生み出した眷属トランスフォーマーたちを「最初の13人のプライム / Original Thirteen Transformers」と呼ぶ。これらの概念とそのうちの3人のメンバー（プライマ、リージ・マキシモ、ザ・フォールン）はコミック作家サイモン・ファーマンが作成した。
また、公式ファンイベント「ボットコン」、「OTFCC」限定コミックでは、プライマスはサイバトロン星にトランスフォームする以前に、小さな惑星である実験をしている。"Protos"という名のこの世界で、最初の12人のトランスフォーマー"Covenant"が生み出され、彼らは十二宮のモチーフを与えられている。

### メンバー
G1やマイクロン三部作、IDW版、実写映画版など、作品世界により13人のメンバーは異なっている。
書籍『The Covenant of Primus』などで、『トランスフォーマー プライム』を中心とした「Aligned Continuity」の世界「Uniend」におけるメンバーが設定された。続けて公式オンライン企画「Ask Vector Prime」などで、独立する「Uniend」を含めない多元宇宙を渡り歩くメンバーが判明した。後に「Transformers Collectors Club」のコミックにおいて、多元宇宙間のゲートを閉ざした影響によりメンバーが複製された経緯が描かれている。
現在の設定では、13人のメンバーが同一という概念が無くなり、それぞれの作品世界にメンバーが点在している。以下はかつての多元宇宙のメンバー、および当初から独立しているプライム世界のメンバーであり、現時点でこの2つのグループがすべて登場している。英語版の記事も参照のこと。
同名のメンバー
- プライマ / Prima

マトリクス、マトリクスセイバー（Star Saber）の最初の保有者にして最初のトランスフォーマー。最初の13人のリーダーで光の戦士。1989年に発売されたマーベルコミック『The Primal Scream』にて初登場。
- ベクタープライム / Vector Prime

時空の番人にて次元間旅行者。ベクターソード（Rhisling）を使うことで、時間と次元を越えることができる。『ギャラクシーフォース』にて初登場。
- ソラスプライム / Solus Prime

最初の13人唯一の女性型トランスフォーマー。最初の13人の武器を作成した武器職人で、基本的な機械から武器やトランスフォーマーのボディパーツを作り出すことができるソラスプライムハンマー（Forge of Solus Prime）を使う。小説『Transformers: Exiles』にて初登場。
- マイクロナスプライム / Micronus Prime

最初のミニコン（マイクロン）。Chimera Stoneを使い、他の最初の13人と合体し力を与えることができる。
- アルケミストプライム / Alchemist Prime

サイバトロン星の文明の創造者。アルファトライオンと共に早期サイバトロン文明の監督をしていたが、リージ・マキシモを追いサイバトロン星を離れる。遺物はLenses。小説『Transformers: Exiles』にて初登場。
- ネクサスプライム / Nexus Prime/Nexus Maximus

最初の合体戦士。遺物はEnigma of Combination。『Shattered Glass』にて初登場。重大な秘密を隠すため、自身の体を5つに分ける。ヒートウェーブ / Heatwave、スカイフォール / Skyfall、ランドクエイク / Landquake、ブレイクアウェイ / Breakaway、トップスピン / Topspinが合体することでネクサスプライムとして復活できる。小説『Transformers: Exiles』にて登場した際にはクロッカー / Clocker、ピニオン / Pinion、キャノンスプリング / Cannonspring、チェーンドライブ / Chaindrive、メインスプリング / Mainspringが合体した。
- オニキスプライム / Onyx Prime

最初にビーストモードをもったトランスフォーマー。Triptych Maskを使い他の時間、場所、魂、死後の世界まで見ることができる。
- リージ・マキシモ / Liege Maximo

操る者、プライマの対極にあたる者と言われる。他の最初の13人に反乱を起こそうとしたが、失敗し深宇宙へ逃亡した。遺物はLiegian Darts。『Transformers: Generation 2』の『A Rage in Heaven!』にて初登場。また『G-2』では最初のディセプティコンかつ、メガトロンを自己分裂により生み出した。
- メガトロナスプライムまたはザ・フォールン / Megatronus Prime/The Fallen

エントロピーの守護者にして悪に堕ちた闇の戦士。ソラスプライムを殺害したことでザ・フォールンと呼ばれるようになった。遺物はRequiem Blaster。ドリームウェーヴ・プロダクションズの『Transformers: War Within: The Dark Ages』の『Fragmentation』にて初登場。

### 多元宇宙のメンバー
- ロゴスプライム / Logos Prime

ベクタープライムと同じ「エンシェント」の一人。サウンドブラスター / Soundblasterと名乗る。『ビーストウォーズリボーン』にて初登場。
- エピステマス / Epistemus

「導きの手」の一人。
- ソロマス / Solomus

「導きの手」の一人。
- オートノマス・マキシマス / Autonomous Maximus

ラストオートボット / Last Autobotの名で知られる。マーベル・コミックの作品にて初登場。
プライム世界のメンバー
- アルファトライオン / Alpha Trion

サイバトロン星の史家・記録者で契約の書（Covenant of Primus）にQuillにて歴史や未来の出来事を書き記す。初代アニメシリーズにて初登場した際には、賢明で高齢なサイバトロン（Autobot）としか描かれていなかったが、「Aligned Continuity」用に設定のリブートが行われた際、最初の13人の一員とされた。
- アマルガモスプライム / Amalgamous Prime

小説『Transformers: Exiles』に登場。最初にシフター / Shiftersと呼ばれる他人に変装する能力（例：プライムに登場したメイクシフト）を持ったトランスフォーマー。また最初にトランスフォームする能力を持った者でもあり、彼の遺物Transformation Cogは他のトランスフォーマーの変形能力の基礎となった。
- クインタスプライム / Quintus Prime

科学者でクインテッサ星人の創造主。遺物は生命を生み出すEmberstone。
- 13人目のプライム / "Thirteen"

プライマスが最後に生み出した最初の13人。 偉大な扇動者かつ空想家。最初の13人をまとめあげ、内部抗争を解決した。後にオライオンパックスとして生まれ変わるが、オプティマスプライムとしてマトリクスを保持することで記憶を取り戻していった。

## 導きの手
IDW版において、プライマスはサイバトロン星になる以前、自身の力を5分割して、自身を含めた5人の化身による「導きの手 / Guiding Hand」を結成していた。
- アダプタス / Adaptus

変形を司る。変形コグになった。
IDW版における戦前のサイバトロン星には、オルトモード（変形形態）によって個人の社会的役割を決めるファンクショニズムという差別的思想が蔓延しており、それに反発する民権運動として自らトランスフォーム・コグを除去し、変形とアダプタスを否定する「トリプルM / Militant Monoform Movement（モノフォーム運動過激派）」が存在する。
- エピステマス / Epistemus

知識を司る。ブレインモジュールになった。
- ソロマス / Solomus

知恵を司る。マトリクスになった。
- モーティラス / Mortilus

死を司る。プライマスに反逆して滅んだ。

## ビーストウォーズシリーズ
旧テレビシリーズでは一切言及されなかったが、『ビーストウォーズメタルス』最終回において、「契約の書（the Covenant of Primus）」なる預言書が登場した。
また『ビーストウォーズリターンズ』に登場する「オラクル（Oracle）」は、『トランスフォーマー ユニバース』の設定において、クインテッサ星人によってサイバトロニアンへのプライマスの導きを抑え込むために作られたプログラムである。
始めにクインテッサ星人はプライマスを直接操って「プラズマエネルギー貯蔵庫（Plasma Energy Chamber）」でセイバートロニアンたちを自分たちのための存在に加工しようとした。しかしプライマスの意思を操る試みは大きな被害をもたらし、思いのままには扱いきれぬものだった。そこで実体を持たぬプライマスの物質的な実体とも言える「ベクターシグマ」に目を付け、プライマスからの導きを遮断する「オラクル」を生み出し、サイバトロニアンを隷属させ、プライマスの存在を切り札としてユニクロンから離反した。
「オラクル」を作ったものたちはプライマスの力を深く知ったことで、プライマスの子たるセイバートロニアンたちをいつまでも操ることの危険性を同胞に警告したが、受け入れず裁判にかけられ追放されてしまい、やがてサイバトロニアンは予見されたように支配を脱してクインテッサ星人に反乱を起こすことになる。
『トランスフォーマー ユニバース』とはパラレル作品の『ビーストウォーズリボーン』にもプライマスが登場する。何者かの計画を察知しベクタープライムに時を渡らせた。

## マイクロン伝説以降のシリーズ
『スーパーリンク』ではプライマスはエネルゴンの集合体のような姿でセイバートロン星の奥深くに存在している。
『マイクロン伝説』での戦争後、平和になったセイバートロン星に到来した地球人の少年、キッカーにより発見された。
彼にエネルゴン探知能力を与え、サイバトロンにはスーパーリンク（合体）能力を与えている。
本作での戦争勃発後は、戦死した守衛ウイングダガーを新戦士ウイングセイバーとして再生させ、他のサイバトロン戦士のパワーアップや、オメガコンボイの巨大化にも関わっている。
力を使いすぎて休眠状態になったプライマスは、オムニコンたちによるスーパーエネルゴンの注入で覚醒。そして、スーパーエネルゴンと一体化してユニクロンの残滓を太陽に変えた。
『ギャラクシーフォース』にて遂に第32話からその姿を現し、トランスフォーマーの創造神である彼はセイバートロン星そのものでもあった。彼はその力をプラネットフォースとして分割し、宇宙に隠していた。武器は背中の2連レーザーのプラネットキャノン、両腕に装備しているブライトネスショット、両足から展開するフォースブースター。一人称は「私」。彼の復活のためにはその力を呼び出す四つのプラネットフォース（初起動時はプラネットフォース三つだけの不完全な復活だった）が必要であった。トランスフォームし、その巨躯を現してからは、グランドブラックホールの拡散を防ぎ、第33話および第38話で襲い掛かってきたスーパースタースクリーム（スタースクリームの強化形態）と戦っている。当初はホップを通じてしか会話が出来なかったが（海外版ではジョルト（ホップの英名）役のブライアン・ドラモンドとマイケル・ドノヴァンが一緒に担当している）、プラネットフォースの力で復活した。
そして第50話で四つのプラネットフォースの力で完全起動した時は4つの戦艦を合体させた超戦艦ノアでグランドブラックホールを消滅させた。その後はセイバートロン星の姿に戻り、プラネットフォースの力で有機物と無機物がバランス良く一体となり、地球に近い美しい惑星となった。
フォースチップを腕部にイグニッションすることで、「ブライトネスショット」（第38話で発動）を展開する。必殺技はプラネットキャノン、ブライトネスショット、フォースブースターを一斉掃射し、惑星や大艦隊を一撃で消滅させる「マキシマム・ビッグバン」と腕から発生させたエネルギーで月を牽引して鎖鉄球のような状態にして振り回して先端の月を相手に叩きつける「ムーンアタック」（第38話で使用し、コビーが即興で付けた技名になっている）。
終了後のジャンクションでは第50話で担当した。
漫画版では最終話である第9話で登場。特に目立った活躍は無かった。
玩具は放送終了後に発売された。創造主に相応しくナンバーは「00」、パッケージも初代TFを意識したデザインとなっている。海外初期出荷分にはユニクロンの傷ついた頭部が付属し、これは国内ではe-HOBBY SHOP限定発売となっている。ここでは超巨大スペースシップにも変形できる。
データは全長・重量は共に不明になっている。
『ギャラクシーフォース』は海外版との設定が多少異なる。
海外版では前作の続編となっており、ユニクロンとプライマスが共同して生み出したエネルゴンの太陽は、メガトロン（マスターメガトロン）がユニクロンの力を吸収したことでバランスが崩れブラックホールに変化し、プライマスはサイバトロン星（セイバートロン星）に戻ったという設定である。
スーパーリンク、ギャラクシーフォース両作品共に玄田哲章（『ギャラクシーフォース』では第39話から担当）、英語版は『ENERGON』ではロン・ヘイルダー、『CYBERTRON』ではマイケル・ドノヴァンが演じる。

## 玩具
『マイクロン伝説』終了後出版されたムック「トランスフォーマージェネレーションデラックス」の抽選品として善神プライマスが製作された。
玩具は『2010』時のロディマスコンボイのリペイント。
その後は新規設計商品として上記の『ギャラクシーフォース』で公式玩具化。惑星モードであるセイバートロン星へのトランスフォームを再現しており、セイバートロン星の初の玩具化ともなった。番組終了後の発売ということもあり、日本国内では一応『ギャラクシーフォース』のラインでありながらG1的なデザインのパッケージングが施され、「00」がナンバリングされている。これは従来のサイバトロンの最高位とされてきた総司令官を上回る存在であることを象徴しての特例的な措置がなされ、パッケージ裏にはプライマスと共に歴代総司令官集合のイラストが描かれている（一部に同一人物も含む）。アメリカ版玩具の初期出荷分にはダメージを受けたユニクロンヘッドが同梱されている。
2017年にはトイザらスのオリジナル商品として、プライマスの塗装変更品であるサイバトロンが発売された（ギミックとサウンドは同じ）。